# Roestelia distorta
Roestelia distorta är en svampart som först beskrevs av Arthur & Cummins, och fick sitt nu gällande namn av F. Kern 1973. Roestelia distorta ingår i släktet Roestelia och familjen Pucciniaceae.   Inga underarter finns listade i Catalogue of Life.